# شهرستان هلووهوک

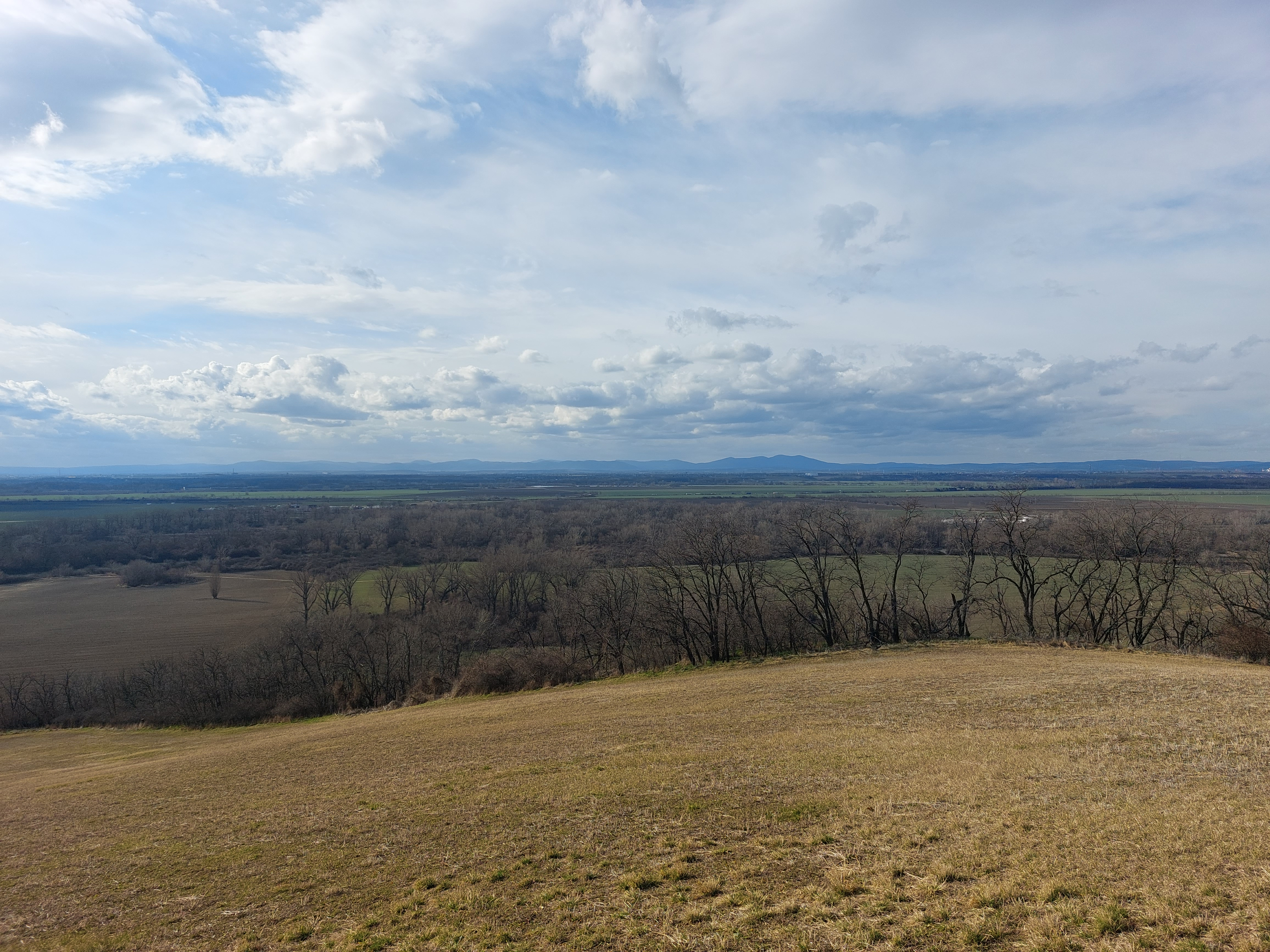
شهرستان هلووهوک

شهرستان هلووهوک (به لاتین: Hlohovec District) یک منطقهٔ مسکونی در اسلواکی است که در منطقه ترناوا واقع شده‌است. شهرستان هلووهوک ۲۶۷ کیلومتر مربع مساحت و ۴۵٬۲۴۷ نفر جمعیت دارد.